# Azole
Cet article concerne la famille de composés dérivés de l'azole/pyrrole. Pour la molécule, voir Pyrrole.
Les azoles ou pyrroles sont des composés organiques à hétérocycle insaturé formé d'un atome d'azote et de quatre atomes de carbone.
Le plus simple élément de cette famille est le pyrrole.

Pyrrole

## Sous-familles et composés liés

### Polyazoles

#### Diazoles
Cycles avec deux atomes d'azote et trois atomes de carbone :
- pyrazoles
- imidazoles

Pyrazole
Imidazole

#### Triazoles
Cycles avec trois atomes d'azote et deux atomes de carbone :
- 1,2,3-triazoles
- 1,2,4-triazoles

1,2,3-Triazole
1,2,4-Triazole

#### Tétrazoles
Cycles avec quatre atomes d'azote et un atome de carbone :

Tétrazole

#### Pentazole
Cycles à cinq  atomes d'azote.

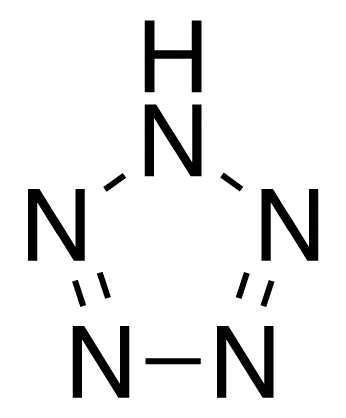
Pentazole

### Azoles ayant un autre hétéroatome dans le cycle

#### Oxazoles
Un atome d'azote et un atome d'oxygène :
- oxazoles
- isoxazoles

Oxazole
Isoxazole

#### Thiazoles
- un atome d'azote et un atome de soufre :
  - thiazoles et isothiazoles

Thiazole
Isothiazole

### Azoles partiellement  ou totalement hydrogénés
- Azolines  ou pyrrolines (azoles dihydrogénés)

1-Pyrroline
2-Pyrroline
3-Pyrroline

- Diazolines  (diazoles dihydrogénés)
  - Pyrazolines

- 1-Pyrazoline
- 2-Pyrazoline
- 3-Pyrazoline

- Imidazolines

2-Imidazoline
3-Imidazoline
4-Imidazoline

1-Pyrazoline
2-Pyrazoline
3-Pyrazoline

- Azolidines  ou pyrrolidines (azoles tétrahydrogénés)

pyrrolidine